# ماثيو وود (لاعب كريكت بريطاني)
ماثيو وود (6 أبريل 1977 - ) (بالإنجليزية: Matthew Wood)‏ هو لاعب كريكت بريطاني.